# Futebol da Bahia

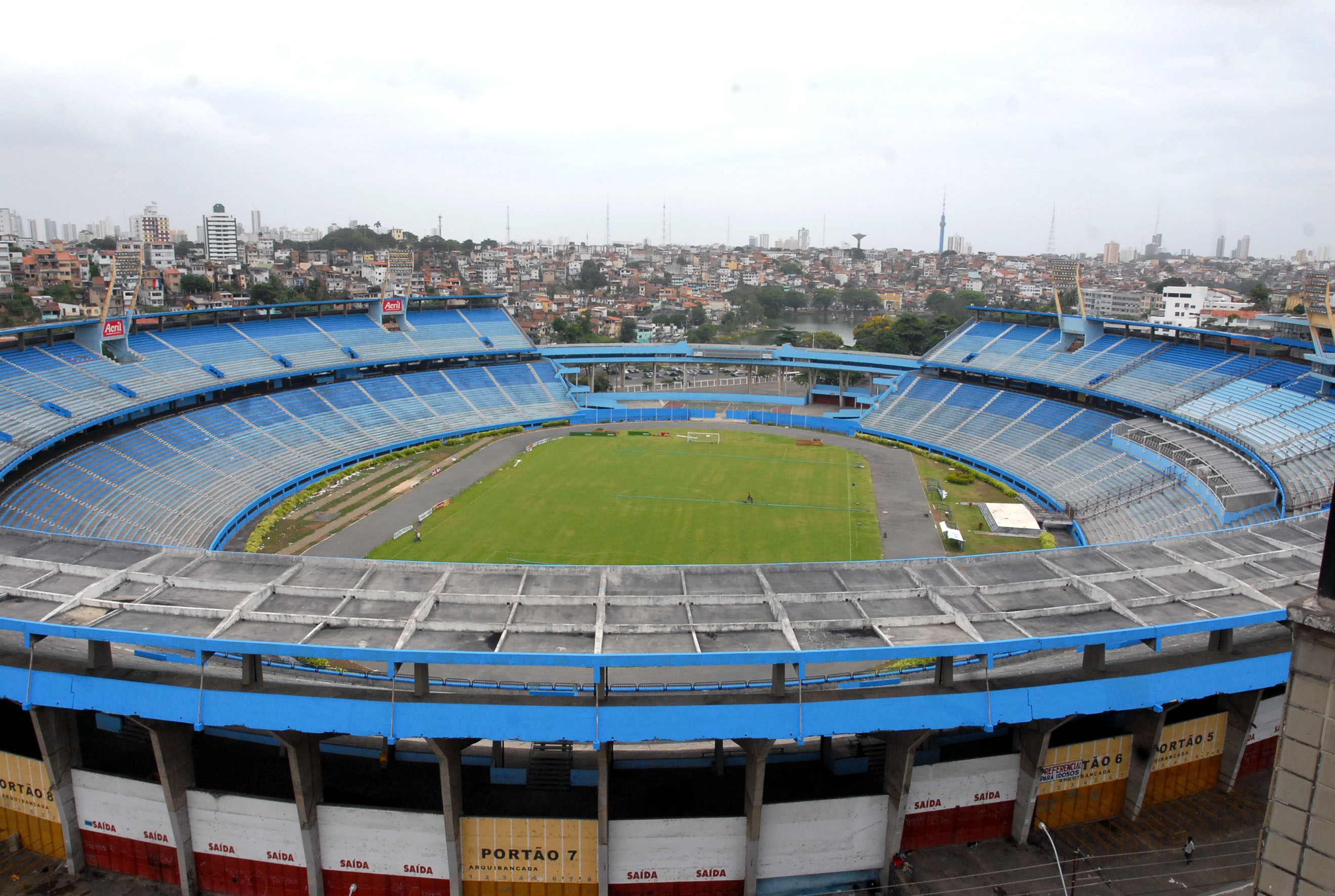
A antiga Fonte Nova foi um dos palcos do futebol baiano. Após um desabamento de arquibancada, foi demolida em 2010 para dar lugar a uma nova Arena.

As competições de futebol na Bahia são regidas pela Federação Bahiana de Futebol (FBF), fundada em 1903. A sua principal competição profissional é o Campeonato Baiano de Futebol, o mais antigo do Nordeste e segundo mais antigo do Brasil, disputado desde 1905. Além disso, a Federação patrocina anualmente o Campeonato Baiano Intermunicipal de Futebol, entre as diversas associações de futebol dos municípios baianos.
Os maiores clubes de futebol da Bahia e reconhecidos nacionalmente são o Bahia e o Vitória, ambos de Salvador. O Bahia, maior vencedor da história do Campeonato Baiano, campeão brasileiro em 1959 e 1988, um dos fundadores do Clube dos 13, e atualmente disputa a Série A do Campeonato Brasileiro.
O Esporte Clube Vitória, segundo maior vencedor do certame baiano, foi vice-campeão brasileiro de 1993 e vice-campeão da Copa do Brasil de Futebol de 2010, campeão da  Série B 2023, além de tetracampeão da Copa do Nordeste de Futebol. Disputa atualmente a Série A do Campeonato Brasileiro.
Bahia e Vitória são também os clubes da Região Nordeste do Brasil com o maior número de participações em competições da Conmebol até 2025, 12 e 8 respectivamente, sendo que o Bahia é o único clube baiano a disputar a Copa Libertadores da América, o que ocorreu em 4 ocasiões.
Entre os clubes do interior, detém títulos estaduais são, o Fluminense de Feira de Santana, primeiro interiorano a ser campeão baiano, em 1963 (repetindo tal feito em 1969) e vice-campeão por seis vezes, o Colo Colo de Futebol e Regatas, de Ilhéus, campeão de 2006, o Bahia de Feira, também de Feira de Santana, campeão em 2011 e mais recentemente o Alagoinhas Atlético, bicampeão baiano 2021, 2022.
Outros clubes tradicionais como o Ypiranga, Botafogo e Galícia, todos de Salvador, foram fortes no passado, tendo conquistados, juntos, mais de 20 campeonatos baianos.
No cenário nacional, há muito tempo está restrito aos dois clubes da capital. Nas séries do Campeonato Brasileiro de Futebol, ultimamente, os outros clubes baianos só participam devido a vagas asseguradas ao estado pelo regulamento da competição.

## História

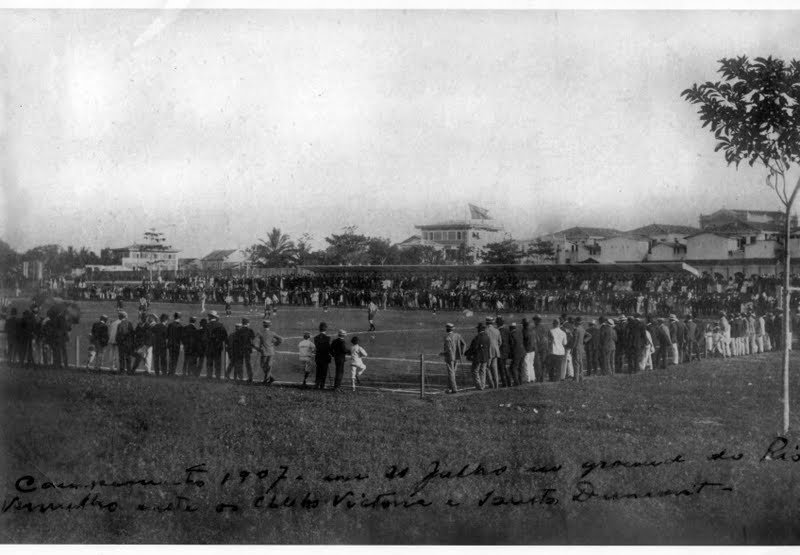
Partida entre Victoria (atual Esporte Clube Vitória) e Santos Dumont pelo Baiano de 1907.

A história do futebol da Bahia começou com a volta de José Ferreira Júnior, o Zuza Ferreira, a Salvador. Após ser mandado à Inglaterra para estudar, Zuza retornou à sua terra natal com o objetivo de praticar o novo esporte.[carece de fontes?]
No Campo da Pólvora, no dia 28 de outubro de 1901, organizou os times, marcou o gol com duas pedras com distância de dez metros uma da outra e deu um chute na bola que trouxe na mala, dando início à história do esporte que virou o de maior tradição do estado. A prática do futebol gerou muita curiosidade em quem assistia aos jogos, cada vez mais frequentes, nos campos de Salvador. O primeiro jogo internacional de que se tem notícia ocorreu no dia 30 de agosto de 1903, entre um combinado anglo-brasileiro e um time de futebol formado por oficiais americanos de uma navio que se encontrava atracado no porto da cidade. O resultado foi 2 a 0 para o combinado, que jogou com a seguinte formação: Orr, Artur Morais e F. Morell; Alberto Catarino, D. Mc Nair e Rob Mc Nair; Euclides Almeida, Juvenal Tarquínio, Tourlison, Álvaro Tarquínio e Arnaldo Moreira.[carece de fontes?]

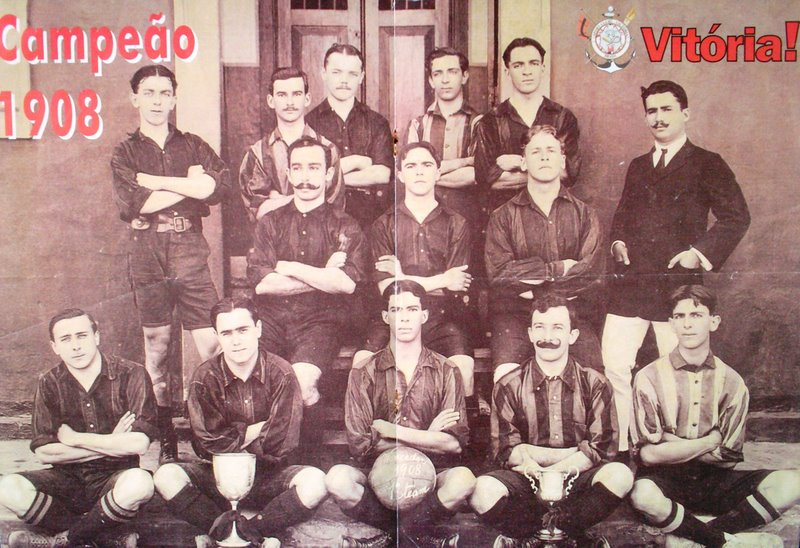
Elenco do Victoria campeão baiano de 1908.

Embora outros clubes já praticassem o esporte, como o Club de Cricket Victoria (atual Esporte Clube Vitória) e o Club Internacional de Cricket, o primeiro clube exclusivamente de futebol a ser fundado na Bahia foi o Sport Club Bahiano, que começou suas atividades no dia 7 de setembro de 1903, abrindo espaço para outros clubes que seriam fundados logo depois. O Sport Club Bahiano e Sport Club Itapagipe, fundado pouco tempo depois, foram os primeiros dois clubes a se enfrentarem num jogo "oficial". O resultado foi arrasador 7 a 0 para este primeiro, com gols de A. Polzin, J. Gramer, Edgard Tapioca, A. Albano, Arnaldo Moreira, A. Petersen e Fernando Petersen.[carece de fontes?]
No dia 15 de novembro de 1904, com a participação de dirigentes do São Paulo Club (que não participaria do campeonato pois muitos dos seus jogadores foram para outros clubes), Sport Club Victoria (antes chamado de Club de Cricket Victoria), Clube Internacional de Cricket e Sport Club Bahiano, é fundada a Liga Bahiana de Sports Terrestres, a fim de organizar campeonatos de futebol. Em fevereiro do ano seguinte, o Clube de Natação e Regatas São Salvador filia-se à liga.[carece de fontes?]
Em 1931 foi fundado a equipe do EC Bahia, maior campeão estadual, conquistou conhecimento nacional e internacional na virada dos anos 50 para os 60 conquistou o seu primeiro título do Campeonato Brasileiro de Futebol, em 1959, contra o Santos. O clube também foi o primeiro representante brasileiro a participar de uma edição da Libertadores da América, em 1960. O maior título do futebol da Bahia até o momento é Série A 1988 vencido pelo tricolor de aço. Na década de 90 o Esporte Clube Vitória se fortaleceu, com destaque do estádio Barradão, o vice campeonato da primeira divisão em 1993 e revelações de atletas onde vários foram Campeões da Copa do Mundo. Pelo interior, o quase acesso a elite do futebol brasileiro da Catuense em 1989-1990 ficando em 4°Lugar, o vice campeonato do Fluminense de Feira pela Série C em 1992, primeira e única equipe do interior até o momento do estado disputar uma final nacional.
Em 1998, os troféus das competições estaduais renderam homenagens a artistas da música baiana, assim o Troféu Caetano Veloso foi entregue ao clube campeão da Primeira Divisão masculina, o Troféu Gal Costa ao clube campeão da primeira edição feminina, o Troféu Gilberto Gil ao Campeonato Baiano Intermunicipal de Futebol,  o Troféu Maria Bethânia para a Supercopa de campeões do Intermunicipal, o Troféu João Gilberto para o de juniores, o Troféu Daniela Mercury o de juvenis, o Troféu Dorival Caymmi para o Torneio Maria Quitéria, o Troféu Gerônimo para a segunda divisão de juniores, o Troféu Batatinha para a segunda divisão de profissionais masculinos, o Troféu Carlos Lacerda para a Taça Estado da Bahia, o Troféu Edil Pacheco para o vice-campeão do Intermunicipal, o Troféu Fred Dantas para a Copa da Bahia e o Troféu Tuzé de Abreu, o de infantis.

## Competições

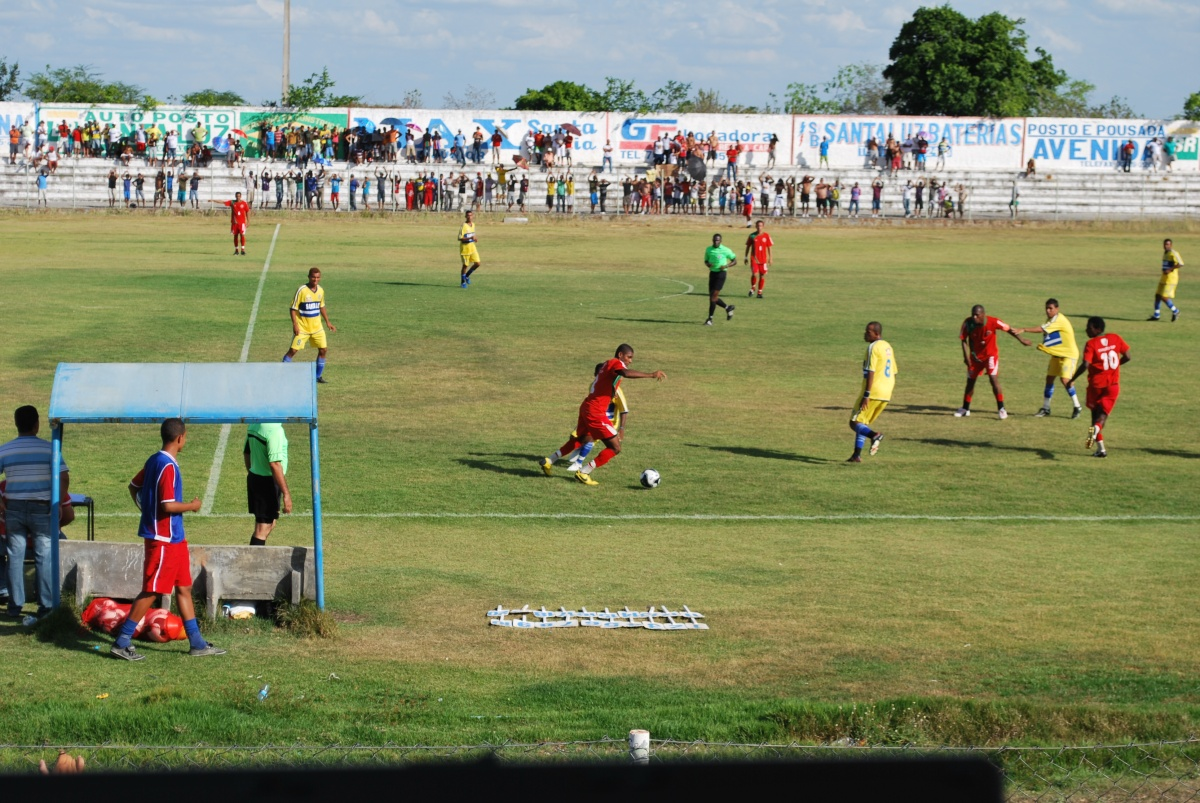
Partida entre as seleções municipais de Santaluz e Porto Seguro no Intermunicipal de 2010.

Organizados pela FBF, diversos campeonatos são disputados anualmente na Bahia. São eles:
- Campeonato Baiano de Futebol
- Campeonato Baiano de Futebol - Segunda Divisão
- Campeonato Baiano de Futebol Feminino
- Campeonato Baiano Intermunicipal de Futebol
- Campeonato Baiano Intermunicipal de Futebol Sub-17
- Campeonato Baiano de Futebol Infantil (sub-15)
- Campeonato Baiano de Futebol Juvenil (sub-17)
- Campeonato Baiano de Futebol de Juniores (sub-20)
- Copa Metropolitana de Futebol Sub-15[6]

Mas também foram disputadas outras competições, hoje extintas, quais sejam:
- Copa da Bahia
- Taça Estado da Bahia
- Torneio Quadrangular de Salvador
- Campeonato Baiano de Futebol - Terceira Divisão
- Torneio Início da Bahia

## Clássicos
| Clássico                               | Clubes adversários                     | Clubes adversários                          |
| -------------------------------------- | -------------------------------------- | ------------------------------------------- |
| Clássico da Laranja                    | Atlético de Alagoinhas (Alagoinhas)    | Catuense (Alagoinhas)                       |
| Atlético de Alagoinhas vs. Camaçari    | Atlético de Alagoinhas (Alagoinhas)    | Camaçari (Camaçari)                         |
| Clássico do Sertão                     | Atlético de Alagoinhas (Alagoinhas)    | Fluminense de Feira (Feira de Santana)      |
| Clássico do Polo                       | Camaçari (Camaçari)                    | Camaçariense (Camaçari)                     |
| Bahia de Feira vs. Fluminense de Feira | Bahia de Feira (Feira de Santana)      | Feirense (Feira de Santana)                 |
| Bahia de Feira vs. Feirense            | Bahia de Feira (Feira de Santana)      | Fluminense de Feira (Feira de Santana)      |
| Feirense vs. Fluminense de Feira       | Fluminense de Feira (Feira de Santana) | Feirense (Feira de Santana)                 |
| Clássico do Sudoeste                   | Guanambi (Guanambi)                    | Serrano-BA (Vitória da Conquista)           |
| Clássico do Cacau                      | Itabuna (Itabuna)                      | Colo Colo (Ilhéus)                          |
| Ju-Ju                                  | Juazeirense (Juazeiro)                 | Juazeiro (Juazeiro)                         |
| Clássico do Sudoeste                   | Poções (Poções)                        | Vitória da Conquista (Vitória da Conquista) |
| Clássico do Pote                       | Bahia (Salvador)                       | Botafogo-BA (Salvador)                      |
| Clássico das Cores                     | Bahia (Salvador)                       | Galícia (Salvador)                          |
| Ba-Vi                                  | Bahia (Salvador)                       | Vitória (Salvador)                          |
| Clássico das Multidões ou do Povo      | Bahia (Salvador)                       | Ypiranga (Salvador)                         |
| Botafogo de Salvador vs. Ypiranga-BA   | Botafogo-BA (Salvador)                 | Ypiranga (Salvador)                         |
| Clássico de Ouro                       | Galícia (Salvador)                     | Ypiranga (Salvador)                         |
| Ajuste de Contas                       | São Salvador (Salvador)                | Vitória (Salvador)                          |
| Clássico do Café                       | Serrano-BA (Vitória da Conquista)      | Vitória da Conquista (Vitória da Conquista) |

## Torcidas
Pesquisa realizada pelo Instituto Paraná Pesquisas sobre os clubes que a população baiana torce, como parte de levantamento nacional. A pesquisa foi feita em 2017 e tem margem de erro de 1 ponto percentual (p.p.).
| Pos. | Clube         | Porcentagem | Absoluta  |
| ---- | ------------- | ----------- | --------- |
| 1.º  | Bahia         | 25,3%       | 3 860 000 |
| 2.º  | Vitória       | 13,4%       | 2 040 000 |
| 3.º  | Flamengo      | 12,0%       | 1 830 000 |
| 4.º  | Corinthians   | 5,8%        | 886 000   |
| 5.º  | Palmeiras     | 3,0%        | 458 000   |
| 6.º  | São Paulo     | 2,9%        | 443 000   |
| 7.º  | Vasco da Gama | 2,7%        | 412 000   |
| 8.º  | Fluminense    | 1,2%        | 183 000   |
| 9.º  | Botafogo      | 1,1%        | 168 000   |
| 10.º | Santos        | 0,8%        | 122 000   |

## Desempenho de clubes baianos de futebol masculino
No século XXI, Nas vinte primeiras temporadas desde o início da era dos pontos corridos no Campeonato Brasileiro de Futebol (isto é, de 2003 a 2024), o Esporte Clube Bahia e o Esporte Clube Vitória acumularam onze participações na primeira divisão (Série A), oito  e nove na segunda (Série B) e duas na terceira (Série C). Dentre os clubes do Nordeste Brasileiro, as onze participações de ambos na Série A mantêm os clubes junto do Sport Club do Recife, que também teve onze participações no mesmo período. Por outro lado, o Vitória obteve a maior pontuação dentre clubes nordestinos, 59 pontos, na edição de 2013, o que lhe rendeu a quinta posição. Este recorde foi superado na edição de 2021, quando o Fortaleza Esporte Clube terminou na quarta posição, mas com menos pontos (58) que o Vitória em 2013. Em divisões inferiores equipes baianas se destacaram na Série D, em 2017 Juazeirense, conquistou o acesso após empatar com o América-RN em 1-1, após ter vencido o jogo de ida em casa por 3-0 diante de sua torcida, ficando em 4°, a Juazeirense foi a primeira equipe baiana a conseguir o acesso da Série C., em 2019 Jacuipense conseguiu o acesso inédito á Série C do Brasileiro após derrotar o Floresta pelo placar de 1-0, estando na série C por duas temporadas.

### Listas classificatórias
A tabela abaixo mostra a situação dos clubes baianos na classificação da Confederação Brasileira de Futebol (CBF) conforme a atualização de 17 de dezembro de 2024. Nessa lista classificatória, estão oito clubes de futebol baianos, dentre os 238 listados. Liderados pelo EC Bahia, eles juntos totalizam 22 387 pontos para a Federação Bahiana de Futebol (FBF). Deste modo, a FBF fica em nono lugar entre as federações estaduais.
| Posição  | Posição  | Clube                  | Pontos        | Pontos |
| nacional | estadual | Clube                  | Total em 2024 |        |
| -------- | -------- | ---------------------- | ------------- | ------ |
| 11.°     | 1.°      | Bahia                  | 11 387        |        |
| 23.º     | 2.º      | Vitória                | 6 578         |        |
| 74.º     | 3.º      | Juazeirense            | 1 218         |        |
| 75.º     | 4.º      | Jacuipense             | 1 201         |        |
| 93.º     | 5.º      | Bahia de Feira         | 807           |        |
| 97.º     | 6.º      | Atlético de Alagoinhas | 750           |        |
| 134.º    | 7.º      | Itabuna                | 395           |        |
| 224.º    | 8.º      | Vitória da Conquista   | 51            |        |

Uma outra lista pontuadora é a feita pela Confederação Sul-Americana de Futebol (CONMEBOL). Nela, somente aparecem dois clubes baianos: o Bahia e o Vitória, do total de 302 clubes listados. A tabela abaixo está baseada na atualização que ocorreu em dezembro de 2024.
| Posição        | Posição  | Posição  | Clube   | Pontos |
| subcontinental | nacional | estadual | Clube   | Pontos |
| -------------- | -------- | -------- | ------- | ------ |
| 77.º           | 19.º     | 1.º      | Bahia   | 502    |
| 256.º          | 48.º     | 2.º      | Vitória | 7,8    |

### Principais títulos
| Competição                      | Títulos | Temporadas                                      |
| ------------------------------- | ------- | ----------------------------------------------- |
| Campeonato Brasileiro           | 2       | 1959 e 1988                                     |
| Campeonato Brasileiro - Série B | 1       | 2023                                            |
| Copa do Nordeste                | 8       | 1997, 1999, 2001, 2002, 2003, 2010, 2017 e 2021 |

### Não oficiais
| Competição                             | Títulos | Temporadas                          |
| -------------------------------------- | ------- | ----------------------------------- |
| Taça do Norte-Nordeste                 | 6       | 1959, 1960, 1961, 1963, 1965 e 1966 |
| Torneio dos Campeões do Nordeste       | 1       | 1948                                |
| Torneio dos Campeões do Norte–Nordeste | 1       | 1951                                |
| Torneio José Américo de Almeida Filho  | 1       | 1976                                |

### Participação em competições nas últimas dez temporadas
Na tabela abaixo estão o desempenho (fase ou posição máxima alcançada) dos clubes baianos nas competições regionais, nacionais e sul-americanas nos últimos dez anos a partir do ano de 2015.
| Ano  | Copa do Nordeste | Campeonato Brasileiro Série A        | Campeonato Brasileiro Série B      | Campeonato Brasileiro Série C | Campeonato Brasileiro Série D | Copa do Brasil | Copa Libertadores | Copa Sul-Americana                 |
| ---- | --- | ------------------------------------ | ---------------------------------- | ----------------------------- | --- | --- | ----------------- | ---------------------------------- |
| 2015 | Bahia: 2.º Vitória: semifinal Serrano-BA: 1.ª fase (detalhes) |                                      | Vitória: 3.º Bahia: 9.º (detalhes) |                               | Colo Colo: 1.ª fase Serrano-BA: 1.ª fase (detalhes)                                                                                 | Bahia: 3.ª fase Vitória: 2.ª fase Jacuipense: 2.ª fase Vitória da Conquista: 1.ª fase (detalhes)                                    |                   | Bahia: 2.ª fase (detalhes)         |
| 2016 | Bahia: semifinal Vitória da Conquista: 1.ª fase Juazeirense: 1.ª fase (detalhes)                                                                                        | Vitória: 16.º (detalhes)             | Bahia: 4.º (detalhes)              |                               | Fluminense de Feira: quartas de final Juazeirense: 3.ª fase Galícia: 1.ª fase (detalhes)                                            | Vitória: 3.ª fase Bahia: 2.ª fase Juazeirense: 2.ª fase Vitória da Conquista: 2.ª fase (detalhes)                                   |                   | Vitória: 2.ª fase (detalhes)       |
| 2017 | Bahia: 1.º Vitória: semifinal Juazeirense: 1.ª fase (detalhes) | Bahia: 12.º Vitória: 16.º (detalhes) |                                    |                               | Juazeirense: semifinal Fluminense de Feira: 3.ª fase Jacobina: 2.ª fase (detalhes)                                                  | Vitória: 4.ª fase Bahia: 2.ª fase Vitória da Conquista: 1.ª fase (detalhes)                                                         |                   |                                    |
| 2018 | Bahia: 2.º Vitória: quartas de final Fluminense de Feira: Preliminar (detalhes)                                                                                         | Bahia: 11.º Vitória: 19.º (detalhes) |                                    | Juazeirense: 18.º (detalhes)  | Fluminense: 2.ª fase Jacuipense: 1.ª fase Vitória da Conquista: 1.ª fase (detalhes)                                                 | Bahia: quartas de final Vitória: oitavas de final Fluminense de Feira: 2.ª fase Vitória da Conquista: 1.ª fase (detalhes)           |                   | Bahia: quartas de final (detalhes) |
| 2019 | Vitória: quartas de final Bahia: 1.ª fase Juazeirense: Preliminar (detalhes)                                                                                            | Bahia: 11.º (detalhes)               | Vitória: 12.º (detalhes)           |                               | Jacuipense: semifinal Juazeirense: quartas de final Fluminense de Feira: 3.ª fase Bahia de Feira: 1.ª fase (detalhes)               | Bahia: quartas de final Vitória: 1.ª fase Juazeirense: 1.ª fase (detalhes)                                                          |                   | Bahia: 1.ª fase (detalhes)         |
| 2020 | Bahia: 2º Vitória: quartas de final Juazeirense: Preliminar (detalhes)                                                                                                  | Bahia: 14.º (detalhes)               | Vitória: 14.º (detalhes)           | Jacuipense: 11.º (detalhes)   | Atlético de Alagoinhas: 2.ª fase Vitória da Conquista: 2.ª fase Bahia de Feira: 1.ª fase (detalhes)                                 | Vitória: 3.ª fase Bahia de Feira: 2.ª fase Atlético de Alagoinhas: 1.ª fase Bahia: 1.ª fase (detalhes)                              |                   | Bahia: quartas de final (detalhes) |
| 2021 | Bahia: 1.º Vitória: semifinal Atlético de Alagoinhas: preliminar (detalhes)                                                                                             | Bahia: 18.º (detalhes)               | Vitória: 18.º (detalhes)           | Jacuipense: 17.º (detalhes)   | Juazeirense: 2ª fase Atlético de Alagoinhas: 1ª fase Bahia de Feira: 1ª fase (detalhes)                                             | Bahia: oitavas de final Juazeirense: oitavas de final Vitória: oitavas de final Atlético de Alagoinhas: 1.ª fase (detalhes)         |                   | Bahia: fase de grupos (detalhes)   |
| 2022 | Atlético de Alagoinhas: quartas de final Bahia: fase de grupos Vitória: preliminar Jacuipense: preliminar Juazeirense: preliminar Bahia de Feira: preliminar (detalhes) |                                      | Bahia: 3.º (detalhes)              | Vitória: 4.º (detalhes)       | Bahia de Feira: 3ª fase Jacuipense: 2ª fase Juazeirense: 1ª fase Bahia de Feira: 1ª fase (detalhes)                                 | Bahia: oitavas de final Vitória: 3ª fase Juazeirense: 3ª fase Atlético de Alagoinhas: 1.ª fase Bahia de Feira: 1.ª fase (detalhes)  |                   |                                    |
| 2023 | Bahia: fase de grupos Atlético de Alagoinhas: fase de grupos Vitória: fase de grupos Jacuipense: Preliminar (detalhes)                                                  | Bahia: 16.º (detalhes)               | Vitória: 1.º (detalhes)            |                               | Bahia de Feira: quartas de final Jacuipense: 2.ª fase Juazeirense: fase de grupos Atlético de Alagoinhas: fase de grupos (detalhes) | Bahia: quartas de final Bahia de Feira: 1.ª fase Atlético de Alagoinhas: 1.ª fase Vitória: 1.ª fase Jacuipense: 1.ª fase (detalhes) |                   |                                    |
| 2024 | Bahia: semifinal Vitória: fase de grupos Juazeirense: fase de grupos Jacuipense: Preliminar (detalhes)                                                                  | Bahia: 8.º Vitória: 11.º (detalhes)  |                                    |                               | Itabuna: 2.ª fase Jacuipense: 2.ª fase Juazeirense: 1.ª fase (detalhes)                                                             | Bahia: quartas de final Vitória: 3.ª fase Jacuipense: 1.ª fase Itabuna: 1.ª fase (detalhes)                                         |                   |                                    |

## Desempenho de clubes baianos de futebol feminino
O primeiro time baiano a se destacar nacionalmente foi o Euroxport, na década de 1990, quando a equipe foi tricampeã baiana, e foi vice-campeã da extinta Taça Brasil. Já durante a década de 2000, a equipe a se destacar foi o São Francisco disputando as competições nacionais,  principalmente a extinta Copa do Brasil, por conta de sua hegemonia de 14 títulos estaduais consecutivos. Nessa competição a equipe foi semifinalista em 5 anos. Pós hegemonia, os grandes Bahia e Vitória passaram a disputar as competições nacionais.

### Listas classificatórias
A tabela abaixo mostra a situação dos clubes baianos na classificação da Confederação Brasileira de Futebol (CBF) conforme a atualização de 17 de dezembro de 2025. Nessa lista classificatória, estão seis clubes de futebol baianos, dentre os 110 listados. Liderados pelo EC Bahia, eles juntos totalizam 10 906 pontos para a Federação Bahiana de Futebol (FBF). Deste modo, a FBF fica em oitavo lugar entre as federações estaduais.
| Posição  | Posição  | Clube            | Pontos        | Pontos |
| nacional | estadual | Clube            | Total em 2024 |        |
| -------- | -------- | ---------------- | ------------- | ------ |
| 14.°     | 1.°      | Bahia            | 6 020         |        |
| 38.º     | 2.º      | Doce Mel         | 2 076         |        |
| 45.º     | 3.º      | Vitória          | 1 670         |        |
| 87.º     | 4.º      | Juventude-BA     | 456           |        |
| 87.º     | 5.º      | Astro            | 456           |        |
| 104.º    | 6.º      | São Francisco EC | 228           |        |

### Principais títulos
| Competição                       | Títulos | Temporadas |
| -------------------------------- | ------- | ---------- |
| Campeonato Brasileiro - Série A2 | 1       | 2024       |

### Participação em competições nas últimas dez temporadas
Na tabela abaixo estão o desempenho (fase ou posição máxima alcançada) dos clubes baianos nas competições nacionais nos últimos dez anos a partir do ano de 2015.
| Ano  | Campeonato Brasileiro Série A1                  | Campeonato Brasileiro Série A2               | Campeonato Brasileiro Série A3       | Supercopa do Brasil | Copa do Brasil                                                  |
| ---- | ----------------------------------------------- | -------------------------------------------- | ------------------------------------ | ------------------- | --------------------------------------------------------------- |
| 2015 | São Francisco EC: 12.º (detalhes)               |                                              |                                      |                     | São Francisco EC: quartas de final Vitória: 1ª. fase (detalhes) |
| 2016 | São Francisco EC: 7.º Vitória: 17º. (detalhes)  |                                              |                                      |                     | São Francisco EC: quartas de final (detalhes)                   |
| 2017 | São Francisco EC: 14.º Vitória: 16º. (detalhes) |                                              |                                      |                     |                                                                 |
| 2018 | São Francisco EC: 13.º (detalhes)               | Vitória: 2.º Lusaca: 12.º (detalhes)         |                                      |                     |                                                                 |
| 2019 | Vitória: 9.º São Francisco EC: 15.º (detalhes)  | Lusaca: 9.º (detalhes)                       |                                      |                     |                                                                 |
| 2020 | Vitória: 16.º (detalhes)                        | Bahia: 3.º São Francisco EC: 22.º (detalhes) |                                      |                     |                                                                 |
| 2021 | Bahia: 16.º (detalhes)                          | Juventude-BA: 21.º Vitória: 23.º (detalhes)  |                                      |                     |                                                                 |
| 2022 |                                                 | Bahia: 4.º (detalhes)                        | Doce Mel: 15.º (detalhes)            |                     |                                                                 |
| 2023 | Bahia: 13.º (detalhes)                          |                                              | Doce Mel: 7.º Astro: 28.º (detalhes) |                     |                                                                 |
| 2024 |                                                 | Bahia: 1º. Doce Mel: 15.º (detalhes)         | Vitória: 3º. (detalhes)              |                     |                                                                 |